# Shōichi Ozawa
Pour les articles homonymes, voir Ozawa.
Shōichi Ozawa (小沢 昭一, Ozawa Shōichi), né le 6 avril 1929 à Tokyo et mort le 10 décembre 2012 dans la même ville, est un acteur, animateur de radio, chanteur, chercheur et expert d'art folklorique japonais. Il est également fondateur de la compagnie de théâtre Shabondama-za.

## Biographie
Né à Tokyo, Ozawa est diplômé de l'université Waseda. Il commence à jouer après l'université et fait ses débuts sur scène en 1951. Il apparaît également à la télévision et au cinéma, jouant assez fréquemment dans les films réalisés par Shōhei Imamura et Yūzō Kawashima. En 1971, Ozawa lance sa propre émission de radio.
Expert respecté en art folklorique, Ozawa effectue également des recherches sur les spectacles vivants traditionnels japonais. Il enregistre Nihon no horo gei (« Arts itinérant du Japon ») fondés sur ses recherches.
En 2004, Ozawa est nommé « maire » du Meiji mura, musée en plein air de la préfecture d'Aichi qui expose des exemples de l'architecture de l'ère Meiji. Il est décoré de l'ordre du Soleil levant, rayons d'or avec rosette en 2001 et de la Médaille avec ruban pourpre en 1994 pour l'ensemble de sa carrière.
Shōichi Ozawa meurt à Tokyo le 10 décembre 2012 à l'âge de 83 ans.
Il a tourné dans près de 160 films entre 1955 et 2001.

## Filmographie partielle
- 1956 : Le Paradis de Suzaki (洲崎パラダイス 赤信号, Suzaki Paradaisu: Akashingō?) de Yūzō Kawashima : Sankichi
- 1957 : Chronique du soleil à la fin de l'ère Edo (幕末太陽伝, Bakumatsu taiyō-den?) de Yūzō Kawashima
- 1959 : Mon deuxième frère (にあんちゃん, Nianchan?) de Shōhei Imamura : Haruo Kanayama
- 1961 : Cochons et Cuirassés (豚と軍艦, Buta to gunkan?) de Shōhei Imamura
- 1962 : La Ville des coupoles (キューポラがある街, Kyupora no aru machi?) de Kirio Urayama
- 1962 : La Bête élégante (しとやかな獣, Shitoyakana kemono?) de Yūzō Kawashima : Pinosaku
- 1963 : La Femme insecte (にっぽん昆虫記, Nippon konchuki?) de Shōhei Imamura
- 1963 : Une jeune fille à la dérive (非行少女, Hiko shōjo?) de Kirio Urayama : le concierge de l'école
- 1964 : Adauchi (仇討?) de Tadashi Imai : Samon Kōyama
- 1965 : Histoire d'une prostituée (春婦伝, Shunpu den?) de Seijun Suzuki : Akiyama
- 1965 : Garibā no Uchū Ryokō (ガリバーの宇宙旅行?) de Yoshio Kuroda : le colonel (voix)
- 1965 : Les Plaisirs de la chair (悦楽, Etsuraku?) de Nagisa Ōshima
- 1966 : Le Pornographe (エロ事師たちより 人類学入門, Erogotachi yori jinruigaku nyumon?) de Shōhei Imamura
- 1967 : La Chatte japonaise (痴人の愛, Chijin no ai?) de Yasuzō Masumura
- 1968 : La Bombe humaine (肉弾, Nikudan?) de Kihachi Okamoto
- 1975 : La Porte de la jeunesse (青春の門, Seishun no mon?) de Kirio Urayama : le narrateur
- 1978 : Fleurs d'hiver (冬の華, Fuyu no hana?) de Yasuo Furuhata: Chan
- 1981 : Eijanaika (ええじゃないか?) de Shōhei Imamura : Sakunojo
- 1981 : C'est dur d'être un homme : La Promesse (男はつらいよ 寅次郎紙風船, Otoko wa tsurai yo: Torajirō kamifūsen?) de Yōji Yamada : Tsunesaburō Kuratomi
- 1983 : La Ballade de Narayama (楢山節考, Narayama bushi-ko?) de Shōhei Imamura : Katsuzō
- 1986 : Gonza le lancier (近松門左衛門 鑓の権三, Yari no Gonza?) de Masahiro Shinoda
- 1989 : Pluie noire (黒い雨, Kuroi ame?) de Shōhei Imamura : Shokichi
- 1997 : L'Anguille (うなぎ, Unagi?) de Shōhei Imamura
- 1998 : Dr. Akagi (カンゾー先生, Kanzō-sensei?) de Shōhei Imamura

## Récompenses et distinctions
- 1960 : prix Blue Ribbon du meilleur acteur dans un second rôle pour Mon deuxième frère[3]
- 1967 : prix Kinema Junpō du meilleur acteur pour Le Pornographe[4]
- 1967 : prix Mainichi du meilleur acteur pour Le Pornographe[5]
- 1994 : Médaille avec ruban pourpre
- 1999 : Prix Shinchōsha pour les arts
- 2001 : Ordre du Soleil Levant, Rayons d'or avec rosette
- 2007 : Prix Kan-Kikuchi